# NGC 357
NGC 357 é uma galáxia espiral barrada (SB0-a) localizada na direcção da constelação de Cetus. Possui uma declinação de -06° 20' 21" e uma ascensão recta de 1 horas, 03 minutos e 21,8 segundos.
A galáxia NGC 357 foi descoberta em 10 de Setembro de 1785 por William Herschel.